# Lindavista, Puebla
Lindavista är en ort i Mexiko.   Den ligger i kommunen Pahuatlán och delstaten Puebla, i den sydöstra delen av landet, 150 km nordost om huvudstaden Mexico City. Lindavista ligger 1 149 meter över havet och antalet invånare är 163.
Terrängen runt Lindavista är kuperad åt sydost, men åt nordväst är den bergig. Runt Lindavista är det ganska tätbefolkat, med 80 invånare per kvadratkilometer. Närmaste större samhälle är Huauchinango, 15,8 km söder om Lindavista. I omgivningarna runt Lindavista växer i huvudsak städsegrön lövskog.